# Liste des cathédrales d'Argentine
Cet article recense les cathédrales d'Argentine.

## Liste

### Église catholique romaine
Cathédrales catholiques :
| Cathédrale                                                 | Diocèse                                            | Province            | Ville                               | Coordonnées                        | Illustration                                               |
| ---------------------------------------------------------- | -------------------------------------------------- | ------------------- | ----------------------------------- | ---------------------------------- | ---------------------------------------------------------- |
| Cathédrale Notre-Dame-du-Mont-Carmel                       | Alto Valle de Río Negro                            | Río Negro           | General Roca                        | 39° 01′ 38″ sud, 67° 34′ 25″ ouest | Image manquante Téléverser                                 |
| Cathédrale Notre-Dame-de-la-Vallée                         | Añatuya                                            | Santiago del Estero | Añatuya                             | 28° 27′ 42″ sud, 62° 50′ 14″ ouest | Cathédrale Notre-Dame-de-la-Vallée                         |
| Cathédrale Saint-Georges                                   | Argentine (Église grecque-catholique melkite)      | Cordoba             | Córdoba                             | 31° 25′ 14″ sud, 64° 10′ 56″ ouest | Image manquante Téléverser                                 |
| Cathédrale Notre-Dame-de-l'Assomption                      | Avellaneda–Lanús                                   | Buenos Aires        | Avellaneda                          | 34° 39′ 48″ sud, 58° 21′ 58″ ouest | Image manquante Téléverser                                 |
| Cathédrale Notre-Dame-du-Rosaire                           | Azul                                               | Buenos Aires        | Azul                                | 36° 46′ 39″ sud, 59° 51′ 50″ ouest | Cathédrale Notre-Dame-du-Rosaire                           |
| Cathédrale Notre-Dame-de-la-Merci                          | Bahía Blanca                                       | Buenos Aires        | Bahía Blanca                        | 38° 42′ 59″ sud, 62° 15′ 58″ ouest | Image manquante Téléverser                                 |
| Cathédrale métropolitaine de la Sainte-Trinité             | Buenos Aires                                       | Buenos Aires        | Buenos Aires                        | 34° 36′ 27″ sud, 58° 22′ 24″ ouest | Cathédrale métropolitaine de la Sainte-Trinité             |
| Cathédrale Notre-Dame-du-Rosaire                           | Cafayate                                           | Salta               | Cafayate                            | 26° 04′ 22″ sud, 65° 58′ 37″ ouest | Cathédrale Notre-Dame-du-Rosaire                           |
| Cathédrale Notre-Dame del Valle                            | Catamarca                                          | Catamarca           | San Fernando del Valle de Catamarca | 28° 28′ 08″ sud, 65° 46′ 49″ ouest | Cathédrale Notre-Dame del Valle                            |
| Cathédrale Notre-Dame-de-la-Merci                          | Chascomús                                          | Buenos Aires        | Chascomús                           | 35° 34′ 50″ sud, 58° 00′ 57″ ouest | Image manquante Téléverser                                 |
| Cathédrale Saint-Jean-Bosco                                | Comodoro Rivadavia                                 | Chubut              | Comodoro Rivadavia                  | 45° 51′ 44″ sud, 67° 29′ 07″ ouest | Image manquante Téléverser                                 |
| Cathédrale de l’Immaculée-Conception                       | Concepción                                         | Tucuman             | Concepción                          | 27° 20′ 45″ sud, 65° 35′ 37″ ouest | Image manquante Téléverser                                 |
| Cathédrale Saint-Antoine-de-Padoue                         | Concordia                                          | Entre Ríos          | Concordia                           | 31° 23′ 50″ sud, 58° 01′ 06″ ouest | Cathédrale Saint-Antoine-de-Padoue                         |
| Cathédrale Notre-Dame-de-l'Assomption                      | Córdoba                                            | Cordoba             | Córdoba                             | 31° 25′ 00″ sud, 64° 11′ 05″ ouest | Cathédrale Notre-Dame-de-l'Assomption                      |
| Cathédrale Notre-Dame-du-Rosaire                           | Corrientes                                         | Corrientes          | Corrientes                          | 27° 28′ 11″ sud, 58° 49′ 53″ ouest | Image manquante Téléverser                                 |
| Cathédrale Notre-Dame-de-la-Vallée                         | Cruz del Eje                                       | Cordoba             | Cruz del Eje                        | 30° 43′ 20″ sud, 64° 48′ 34″ ouest | Image manquante Téléverser                                 |
| Cathédrale Notre-Dame-du-Mont-Carmel                       | Deán Funes                                         | Cordoba             | Deán Funes                          | 30° 25′ 34″ sud, 64° 21′ 11″ ouest | Image manquante Téléverser                                 |
| Cathédrale du Sacré-Cœur-de-Jésus                          | Esquel                                             | Chubut              | Esquel                              | 42° 55′ 05″ sud, 71° 19′ 07″ ouest | Image manquante Téléverser                                 |
| Cathédrale Notre-Dame-du-Mont-Carmel                       | Formosa                                            | Formosa             | Formosa                             | 26° 11′ 01″ sud, 58° 10′ 03″ ouest | Image manquante Téléverser                                 |
| Cathédrale Notre-Dame-du-Rosaire                           | Goya                                               | Corrientes          | Goya                                | 29° 08′ 36″ sud, 59° 15′ 58″ ouest | Image manquante Téléverser                                 |
| Cathédrale du Christ-Roi                                   | Gregorio de Laferrere                              | Buenos Aires        | Gregorio de Laferrère               | 34° 45′ 05″ sud, 58° 35′ 15″ ouest | Image manquante Téléverser                                 |
| Cathédrale Saint-Joseph                                    | Gualeguaychú                                       | Entre Ríos          | Gualeguaychú                        | 33° 00′ 29″ sud, 58° 30′ 45″ ouest | Cathédrale Saint-Joseph                                    |
| Cathédrale Notre-Dame-de-la-Candelaria                     | Humahuaca                                          | Jujuy               | Humahuaca                           | 23° 12′ 15″ sud, 65° 20′ 57″ ouest | Cathédrale Notre-Dame-de-la-Candelaria                     |
| Cathédrale du Saint-Sauveur-de-Jujuy                       | Jujuy                                              | Jujuy               | San Salvador de Jujuy               | 24° 11′ 08″ sud, 65° 18′ 01″ ouest | Cathédrale du Saint-Sauveur-de-Jujuy                       |
| Cathédrale de l'Immaculée-Conception                       | La Plata                                           | Buenos Aires        | La Plata                            | 34° 55′ 22″ sud, 57° 57′ 23″ ouest | Cathédrale de l'Immaculée-Conception                       |
| Cathédrale Saint-Nicolas-de-Bari                           | La Rioja                                           | La Rioja            | La Rioja                            | 29° 24′ 49″ sud, 66° 51′ 22″ ouest | Cathédrale Saint-Nicolas-de-Bari                           |
| Cathédrale Notre-Dame-de-la-Paix                           | Lomas de Zamora                                    | Buenos Aires        | Lomas de Zamora                     | 34° 45′ 30″ sud, 58° 24′ 09″ ouest | Cathédrale Notre-Dame-de-la-Paix                           |
| Cathédrale Saint-Pierre-et-Sainte-Cécile                   | Mar del Plata                                      | Buenos Aires        | Mar del Plata                       | 37° 59′ 57″ sud, 57° 32′ 57″ ouest | Image manquante Téléverser                                 |
| Cathédrale Notre-Dame-de-Lorette                           | Mendoza                                            | Mendoza             | Mendoza                             | à géolocaliser                     | Image manquante Téléverser                                 |
| Cathédrale Notre-Dame-des-Mercis                           | Mercedes–Luján                                     | Buenos Aires        | Mercedes                            | 34° 39′ 05″ sud, 59° 25′ 54″ ouest | Cathédrale Notre-Dame-des-Mercis                           |
| Cathédrale Notre-Dame-du-Rosaire                           | Merlo–Moreno                                       | Buenos Aires        | Moreno                              | à géolocaliser                     | Image manquante Téléverser                                 |
| Cathédrale Inmaculada Concepción del Buen Viaje            | Morón                                              | Buenos Aires        | Morón                               | à géolocaliser                     | Image manquante Téléverser                                 |
| Cathédrale María Auxiliadora                               | Neuquén                                            | Neuquén             | Neuquén                             | à géolocaliser                     | Image manquante Téléverser                                 |
| Cathédrale Saint-Dominique                                 | Nueve de Julio                                     | Buenos Aires        | Nueve de Julio                      | à géolocaliser                     | Image manquante Téléverser                                 |
| Cathédrale Saint-Antoine-de-Padoue                         | Oberá                                              | Misiones            | Oberá                               | à géolocaliser                     | Image manquante Téléverser                                 |
| Cathédrale Stella Maris                                    | Obispado Castrense de la Argentina                 | Buenos Aires        | Buenos Aires                        | à géolocaliser                     | Image manquante Téléverser                                 |
| Cathédrale Saint-Raymond-Nonnat                            | Orán                                               | Salta               | Orán                                | à géolocaliser                     | Image manquante Téléverser                                 |
| Cathédrale Notre-Dame-du-Rosaire                           | Paraná                                             | Entre Ríos          | Paraná                              | 31° 44′ 00″ sud, 60° 31′ 44″ ouest | Cathédrale Notre-Dame-du-Rosaire                           |
| Cathédrale Saint-Joseph                                    | Posadas                                            | Misiones            | Posadas                             | à géolocaliser                     | Image manquante Téléverser                                 |
| Cathédrale de la Vierge-du-Mont-Carmel                     | Puerto Iguazú                                      | Misiones            | Puerto Iguazú                       | à géolocaliser                     | Image manquante Téléverser                                 |
| Cathédrale de l’Immaculée-Conception                       | Quilmes                                            | Buenos Aires        | Quilmes                             | à géolocaliser                     | Image manquante Téléverser                                 |
| Cathédrale Saint-Raphael                                   | Rafaela                                            | Santa Fe            | Rafaela                             | à géolocaliser                     | Image manquante Téléverser                                 |
| Cathédrale de l’Immaculée-Conception                       | Reconquista                                        | Santa Fe            | Reconquista                         | à géolocaliser                     | Image manquante Téléverser                                 |
| Cathédrale Saint-Ferdinand-de-Castille                     | Resistencia                                        | Chaco               | Resistencia                         | 27° 27′ 03″ sud, 58° 59′ 17″ ouest | Cathédrale Saint-Ferdinand-de-Castille                     |
| Cathédrale Notre-Dame-de-Luján                             | Río Gallegos                                       | Santa Cruz          | Río Gallegos                        | à géolocaliser                     | Cathédrale Notre-Dame-de-Luján                             |
| Cathédrale Notre-Dame-du-Rosaire                           | Rosario                                            | Santa Fe            | Rosario                             | 32° 56′ 51″ sud, 60° 37′ 56″ ouest | Cathédrale Notre-Dame-du-Rosaire                           |
| Cathédrale Santuario Nuestro Señor y la Virgen del Milagro | Salta                                              | Santa Fe            | Salta                               | 24° 47′ 18″ sud, 65° 24′ 37″ ouest | Cathédrale Santuario Nuestro Señor y la Virgen del Milagro |
| Cathédrale Notre-Dame del Nahuel Huapi                     | San Carlos de Bariloche                            | Río Negro           | San Carlos de Bariloche             | 41° 07′ 58″ sud, 71° 18′ 10″ ouest | Cathédrale Notre-Dame del Nahuel Huapi                     |
| Cathédrale Saint-Maron                                     | Éparchie San Charbel des Maronites                 | Buenos Aires        | Buenos Aires                        | à géolocaliser                     | Image manquante Téléverser                                 |
| Cathédrale Saint-François-d'Assise                         | San Francisco                                      | Cordoba             | San Francisco                       | à géolocaliser                     | Image manquante Téléverser                                 |
| Cathédrale Notre-Dame de Narek                             | Éparchie Saint Grégoire de Narek des arméniens     | Buenos Aires        | Buenos Aires                        | à géolocaliser                     | Image manquante Téléverser                                 |
| Cathédrale Saint-Isidore-le-Laboureur                      | San Isidro                                         | Buenos Aires        | San Isidro                          | 34° 28′ 02″ sud, 58° 30′ 33″ ouest | Cathédrale Saint-Isidore-le-Laboureur                      |
| Cathédrale Saint-Jean-Baptiste                             | San Juan de Cuyo                                   | San Juan            | San Juan                            | à géolocaliser                     | Image manquante Téléverser                                 |
| Cathédrale des Saints-Juste-et-Pasteur                     | San Justo                                          | Buenos Aires        | San Justo                           | à géolocaliser                     | Image manquante Téléverser                                 |
| Cathédrale de l’Immaculée-Conception                       | San Luis                                           | San Luis            | San Luis                            | à géolocaliser                     | Image manquante Téléverser                                 |
| Cathédrale Jésus-Bon-Pasteur                               | San Martín                                         | Buenos Aires        | San Martín                          | à géolocaliser                     | Image manquante Téléverser                                 |
| Cathédrale Saint-Michel-Archange                           | San Miguel                                         | Buenos Aires        | San Miguel                          | à géolocaliser                     | Image manquante Téléverser                                 |
| Cathédrale Saint-Nicolas                                   | San Nicolás de los Arroyos                         | Buenos Aires        | San Nicolás de los Arroyos          | à géolocaliser                     | Image manquante Téléverser                                 |
| Cathédrale Saint-Raphaël-Archange                          | San Rafael                                         | Mendoza             | San Rafael                          | à géolocaliser                     | Image manquante Téléverser                                 |
| Cathédrale Saint-Roch                                      | San Roque de Presidencia Roque Sáenz Peña          | Chaco               | Presidencia Roque Sáenz Peña        | à géolocaliser                     | Image manquante Téléverser                                 |
| Cathédrale de Tous-les-Saints                              | Santa Fe de la Vera Cruz                           | Santa Fe            | Santa Fe                            | à géolocaliser                     | Cathédrale de Tous-les-Saints                              |
| Cathédrale Notre-Dame del Patrocinio (Pokrov)              | Éparchie Santa María del Patrocinio des Ukrainiens | Buenos Aires        | Buenos Aires                        | à géolocaliser                     | Image manquante Téléverser                                 |
| Cathédrale Sainte-Rose-de-Lima                             | Santa Rosa                                         | La Pampa            | Santa Rosa                          | à géolocaliser                     | Image manquante Téléverser                                 |
| Cathédrale Notre-Dame-du-Mont-Carmel                       | Santiago del Estero                                | Santiago del Estero | Santiago del Estero                 | à géolocaliser                     | Image manquante Téléverser                                 |
| Cathédrale de l’Immaculée-Conception                       | Santo Tomé                                         | Corrientes          | Santo Tomé                          | à géolocaliser                     | Image manquante Téléverser                                 |
| Cathédrale Notre-Dame-de-l'Incarnation                     | Tucumán                                            | Tucuman             | San Miguel de Tucumán               | à géolocaliser                     | Image manquante Téléverser                                 |
| Cathédrale de l’Immaculée-Conception                       | Venado Tuerto                                      | Santa Fe            | Venado Tuerto                       | à géolocaliser                     | Image manquante Téléverser                                 |
| Cathédrale Notre-Dame-de-la-Merci                          | Viedma                                             | Río Negro           | Viedma                              | à géolocaliser                     | Image manquante Téléverser                                 |
| Cathédrale de l’Immaculée-Conception                       | Villa de la Concepcíon del Río Cuarto              | Cordoba             | Río Cuarto                          | à géolocaliser                     | Image manquante Téléverser                                 |
| Cathédrale de l’Immaculée-Conception                       | Villa María                                        | Cordoba             | Villa María                         | à géolocaliser                     | Image manquante Téléverser                                 |
| Cathédrale Sainte-Florence                                 | Zárate–Campana                                     | Buenos Aires        | Campana                             | à géolocaliser                     | Image manquante Téléverser                                 |
| Cathédrale de la Nativité-du-Seigneur                      | Zárate–Campana                                     | Buenos Aires        | Belén de Escobar                    | à géolocaliser                     | Image manquante Téléverser                                 |

### Autres Églises
- Cathédrale de la Sainte-Trinité (Buenos Aires)
- Cathédrale orthodoxe Saint-Georges (Buenos Aires)